# オーディナリー・ラヴ (U2の曲)
「オーディナリー・ラヴ」（Ordinary Love）は、U2が2013年に発表した曲で、シングルリリースされた。

## 概要
映画『マンデラ 自由への長い道』の主題歌。『Songs of Innocence』のレコーディング中にこの曲の依頼が舞い込み、レコーディングが中断することに若干躊躇したものの、これまでのマンデラとの長い関わりを考えて、即OKしたのだという。歌詞は偉人ではなく一人の人間としてのマンデラといったところか。
俺もウィニー（ネルソン・マンデラの2度目の妻）の手紙を読んで歌詞を書き換えることになったからね。ひょっとしたら（キング牧師について扱った）"プライド"的なものをやってもらいたくて声がかかったのかもしれないけど、どうもそれじゃ正しくないと思ったんだよね。対立の中でネルソン・マンデラが自分を敗者として感じたのは、敵に打ち負かされたのは結婚においてなんだよね。それだけが彼にはうまくやれなかったことだし、この映画の最も重要なところは、そんな愛の物語なんだよ（ボノ）
マンデラはこの曲がリリースされた直後の12月5日に亡くなり、ボノは追悼のメッセージを寄せた。
この曲はゴールデングローブ賞の最優秀楽曲賞を受賞し、アカデミー賞の最優秀楽曲賞にもノミネートされたが、惜しくも受賞を逃した。式典ではアコギ演奏を披露した。
なおこの曲では元Dirty Projectorsのエンジェル・デラドオリアンがバックコーラスにクレジットされている。彼女は『Songs of Innocence』に収録された「The Trouble」のバックコーラスもレコーディングしたが、こちらはボツになった。

## PV

### Lyric Video
- 監督：オリヴァー ジェファーズ、マック・プレモ
- ロケ地：The Invisible Dog Art Center（ニューヨーク）
- 撮影日：2013年10月30日
- リリース日：2013年11月21日

### New Video
- 監督：オリヴァー ジェファーズ、マック・プレモ
- ロケ地：The Invisible Dog Art Center、Electric Lady Studios（ニューヨーク）
- 撮影日：2013年12月
- リリース日：2013年12月29日

## アウトアピアランス
- The Tonight Show starring Jimmy Fallon: For Your Consideration (2014) - The Tonight Show starring Jimmy Fallonの第1回放送が収録されたDVD。ゲストはU2で、番組で演奏した「Invisible」と「Ordinary Love」が収録されている。

## リミックス
- Javier Montoliu mix (2013) by Javier Montoliu
- Paul Epworth mix (2013) by Paul Epworth

## 評価
- 2014年ゴールデングローブ賞主題歌賞